# Olympische Sommerspiele 1988/Teilnehmer (Liechtenstein)
| Gelbes Symbol für Goldmedaillen mit stilisierten Olympischen Ringen | Graues Symbol für Silbermedaillen mit stilisierten Olympischen Ringen | Braundes Symbol für Bronzemedaillen mit stilisierten Olympischen Ringen |
| ------------------------------------------------------------------- | --------------------------------------------------------------------- | ----------------------------------------------------------------------- |
| —                                                                   | —                                                                     | —                                                                       |

Liechtenstein nahm an den XXIV. Olympischen Sommerspielen in Seoul mit einer Delegation von 12 Athleten teil. Es war die zehnte Teilnahme des Landes bei Sommerspielen.

## Teilnehmer nach Sportarten

### Judo
- Daniel Brunhart
- Magnus Büchel
- Arnold Frick
- Johannes Wohlwend

### Leichtathletik
- Markus Büchel
- Yvonne Hasler
- Manuela Marxer

### Radsport
- Yvonne Elkuch
- Peter Hermann
- Patrick Matt

### Reiten
- Thomas Batliner

### Schiessen
- Gilbert Kaiser